# Cephaloidophora nephropis
Cephaloidophora nephropis is een soort in de taxonomische indeling van de Myzozoa, een stam van microscopische parasitaire dieren. Het organisme komt uit het geslacht Cephaloidophora en behoort tot de familie Cephaloidophoridae. Cephaloidophora nephropis werd in 1961 ontdekt door Tuzet & Ormieres.